# Pont de la Coulouvrenière
Die Pont de la Coulouvrenière ist eine Brücke über die Rhône in Genf, Schweiz. Sie verbindet die nördlich der Rhône gelegenen Stadtviertel und insbesondere den Hauptbahnhof Genève – Cornavin mit den Stadtvierteln im Süden des Flusses, insbesondere mit der Altstadt Cité. Sie ist nach der Pont du Mont-Blanc eine der wichtigsten Strassenbrücken Genfs, die auch von vier Trambahnlinien benutzt wird.

## Lage
Sie liegt zwischen der Ile (Insel) und dem früheren Bâtiment des Forces motrices, der heutigen Salle Théodore Turrettini. Sie überquert die von der Ile  getrennten Arme der Rhône sowie die Fussgängerpromenade und den Quai du Seujet / Quai Turrettini am Nordufer des Flusses. Es gibt Treppen hinab zu den Quais und eine Treppe in der Mitte der Ostseite hinunter zur Promenade des Lavandières und zur Place de l'Ile.

## Geschichte
Die erste, 1857 eröffnete Brücke bestand aus einer auf zehn Jochen gelagerten Eisenkonstruktion, die jedoch für dampfbetriebene Trambahnen zu schwach war.

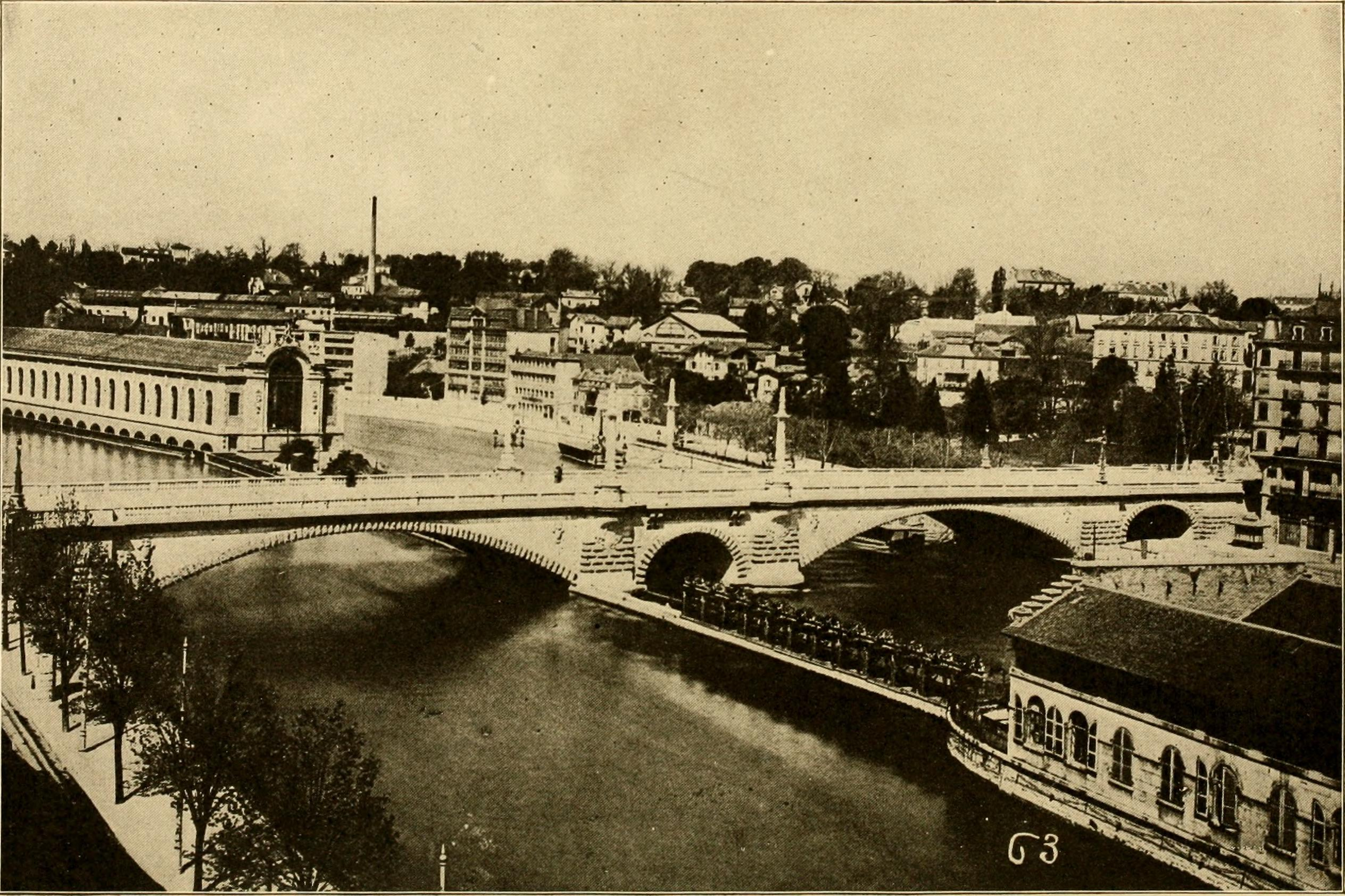
Pont de la Coulouvrenière, 1919

Auf Betreiben des Stadt- und Verwaltungsrates Théodore Turrettini wurde daher 1894 ein Neubau beschlossen, wobei man sich nach der Diskussion verschiedener Bauweisen für eine Bogenbrücke aus Beton mit einer Verkleidung aus Natursteinen entschied. Der 1895 begonnene Bau wurde rechtzeitig zur Landesausstellung am 27. April 1896 eröffnet. 1970 wurde die Brücke erweitert, um breitere Trottoirs anlegen zu können. 1995 erhielt sie wieder Trambahngleise und 2001 den Metallsteg zur Promenade des Lavandières.

## Technische Beschreibung
Die insgesamt 150 m lange Brücke hat zwei grosse, 40 m weite Segmentbögen über die beiden Arme der Rhône, einen Mittelpfeiler mit einem kleinen Rundbogen für die Fussgängerverbindung zwischen der Ile und der Salle Théodore Turrettini und einen Korbbogen über die Uferstrasse. Bei der Diskussion der anzuwendenden Bauweisen waren auch Verfahren nach Monier und Hennebique geprüft worden, man entschied sich jedoch für eine reine Betonkonstruktion mit Dreigelenkbögen nach dem von Karl von Leibbrand entwickelten System. Die Pont de la Coulouvrenière gehört damit zu den ersten Dreigelenkbogenbrücken aus Beton. Am linken Rhône-Ufer musste die Brücke auf rund 400 Pfählen gegründet werden, sonst war der Boden ausreichend tragfähig für die Belastung von 3,5 kg/cm². Sand und Kies wurden der Arve entnommen und im Verhältnis 5:8 gemischt. Pro Kubikmeter Beton wurden je nach Belastung zwischen 425 kg und 200 kg Zement verwendet. Mit Hilfe damals moderner Mischmaschinen konnten bis zu 200 m³ Beton pro Tag eingebaut werden. Die 1970 angefügten, auf eine Breite von insgesamt 26,20 m auskragenden Gehwege wurden in Stahlbetonbauweise ausgeführt.